# Fistule anale
La fistule anale (ou ano-rectale) est l'apparition d'un conduit entre le canal anal et la peau, pouvant traverser le sphincter anal. Cette affection est généralement due à une infection locale  à l'origine d'un abcès dont le contenu va progressivement s'extérioriser.
Le patient se plaint d'écoulements purulents que l'on voit sortir du conduit lors de la pression. Le traitement consiste en la résection chirurgicale du conduit pathologique.

## Épidémiologie
La prévalence est d'environ 0,01 % et la fistule anale est le plus souvent diagnostiquée chez l'adulte jeune, de sexe masculin.

## Causes
Elle est essentiellement infectieuse.
Plus rarement elle peut compliquer un cancer de l'anus ainsi qu'une maladie de Crohn ce qu'une radiothérapie locale peut permettre de diagnostiquer.

## Diagnostic

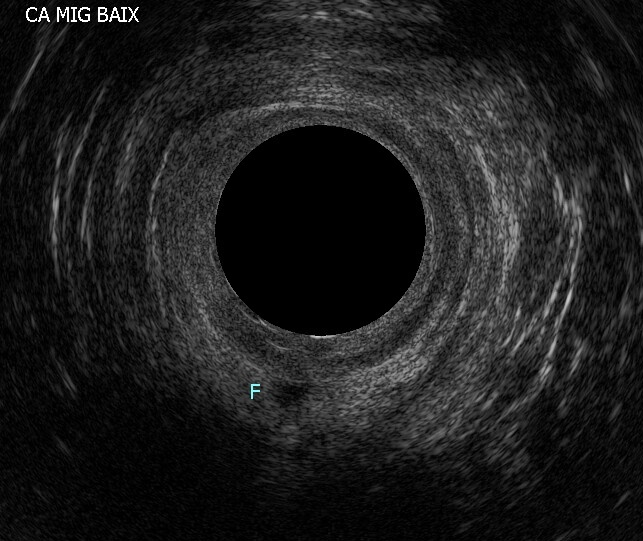
Fistule intersphinctérienne dans le canal anal inférieur. Image échographique où la fistule est identifiée par la lettre F.

Le trajet fistuleux peut être mis en évidence par une échographie, une IRM ou un scanner. L'échographie semble supérieure au scanner dans le diagnostic, mais le scanner permet de mieux visualiser les structures adjacentes. L'IRM reste l'examen le plus fiable.
La fistulographie (injection d'un produit de contraste dans la fistule) n'est plus guère utilisée, car peu fiable.
La fistule peut être classée selon son trajet et l'atteinte du sphincter anal,.

## Traitement
Un patient asymptomatique ne nécessite aucun traitement.
Dans les autres cas, il est chirurgical, par ouverture de la fistule et nettoyage de l'infection, tout en tentant de respecter le sphincter anal. 
Le risque principal de l'intervention est la survenue d'une incontinence anale et aucune technique employée ne se démarque sur ce point.

## Cas célèbre: la fistule anale de LouisXIV
Le roi Louis XIV souffrait d'une fistule anale qui fut opérée avec succès par le chirurgien Charles-François Félix en novembre 1686 après que celui-ci se fut entraîné sur 75 « fistuleux de Paris ». Il conçut pour l'occasion un bistouri « recourbé à la royale ». La guérison du roi donna lieu à diverses célébrations.